# USS Tang (SS-306)
| «Танг» | «Танг» | «Танг» |
| --- | --- | --- |
| USS Tang (SS-306) | | |
| | | |
| Американський ПЧ «Танг». 2 грудня 1943 | | |
| Верф | Mare Island Naval Shipyard, Вальєхо, Каліфорнія                                                                 | Mare Island Naval Shipyard, Вальєхо, Каліфорнія                                                                 |
| Під прапором | США | США |
| Належність | ВМС США | ВМС США |
| Порт приписки | Перл-Гарбор, Мідвей                                                                                             | Перл-Гарбор, Мідвей                                                                                             |
| Замовлення | 15 грудня 1940                                                                                                  | 15 грудня 1940                                                                                                  |
| Закладений | 15 січня 1943                                                                                                   | 15 січня 1943                                                                                                   |
| Спуск на воду | 17 серпня 1943                                                                                                  | 17 серпня 1943                                                                                                  |
| Введений до складу флоту | 15 жовтня 1943                                                                                                  | 15 жовтня 1943                                                                                                  |
| Виведений зі складу флоту | 8 лютого 1945                                                                                                   | 8 лютого 1945                                                                                                   |
| На службі | 1943—1944 | 1943—1944 |
| Загибель | 24 жовтня 1944 року затонув у Тайванській протоці внаслідок корабельної аварії, уражений власною торпедою Mk 18 | 24 жовтня 1944 року затонув у Тайванській протоці внаслідок корабельної аварії, уражений власною торпедою Mk 18 |
| Бойовий досвід | Друга світова війна Тихоокеанський ТВД                                                                          | Друга світова війна Тихоокеанський ТВД                                                                          |
| Нагороди | 4 бойових зірки                                                                                                 | 4 бойових зірки                                                                                                 |
| Проєкт | | |
| Тип ПЧ | великий дизель-електричний торпедний ДПЧ                                                                        | великий дизель-електричний торпедний ДПЧ                                                                        |
| Основні характеристики | | |
| Швидкість (надводна) | 20,25 вузлів (38 км/год)                                                                                        | 20,25 вузлів (38 км/год)                                                                                        |
| Швидкість (підводна) | 8,75 вузлів (16 км/год)                                                                                         | 8,75 вузлів (16 км/год)                                                                                         |
| Робоча глибина занурення | 90 м | 90 м |
| Гранична глибина занурення | 120 м | 120 м |
| Дальність плавання | 11 000 миль (20 000 км) на швидкості 10 вузлів (18,6 км/год) (надводна)                                         | 11 000 миль (20 000 км) на швидкості 10 вузлів (18,6 км/год) (надводна)                                         |
| Автономність плавання | 48 годин на швидкості 2 вузли (3,7 км/год) 75 діб патрулювання                                                  | 48 годин на швидкості 2 вузли (3,7 км/год) 75 діб патрулювання                                                  |
| Екіпаж | 81 офіцер та матрос                                                                                             | 81 офіцер та матрос                                                                                             |
| Розміри | | |
| Довжина найбільша (по КВЛ) | 95,05 м | 95,05 м |
| Ширина корпусу найб. | 8,33 м | 8,33 м |
| Середня осадка (по КВЛ) | 5,13 м | 5,13 м |
| Водотоннажність надводна | 1 550 т | 1 550 т |
| Силова установка | | |
| дизель-електрична; 4 × головні дизельних двигуни Fairbanks-Morse Model 38D8-1⁄8 2 × 126-секційні хімічних батареї типу Sargo 4 × високошвидкісні електродвигуни Elliott з редукторами | | |
| Гвинти | 2 | 2 |
| Потужність | 2 740 к.с. (підводна) 5400 к.с. (підводна)                                                                      | 2 740 к.с. (підводна) 5400 к.с. (підводна)                                                                      |
| Озброєння | | |
| Артилерія | 1 × 127-мм корабельна гармата 5"/51                                                                             | 1 × 127-мм корабельна гармата 5"/51                                                                             |
| Торпедно- мінне озброєння | 10 × 533-мм торпедних апаратів 24 торпеди 2 × 1016-мм мінних загороджувачі (60 мін)                             | 10 × 533-мм торпедних апаратів 24 торпеди 2 × 1016-мм мінних загороджувачі (60 мін)                             |
| ППО | 1 × 40-мм зенітна гармата Bofors L60 1 × 20-мм автоматична зенітна гармата «Ерлікон»                            | 1 × 40-мм зенітна гармата Bofors L60 1 × 20-мм автоматична зенітна гармата «Ерлікон»                            |

«Танг» (англ. USS Tang (SS-306) — американський підводний човен типу «Балао», що перебував у складі військово-морських сил США у роки Другої світової війни.

## Історія створення
«Танг» був закладений 15 січня 1943 року на верфі компанії Mare Island Naval Shipyard у Вальєхо, штат Каліфорнія. 17 серпня 1943 року він був спущений на воду, а 15 жовтня 1943 року увійшов до складу ВМС США.

## Історія служби
Підводний човен брав участь у бойових діях на Тихому океані за часи Другої світової війни. За рік служби «Танг» здійснив лише 5 бойових походів, під час яких затопив 33 судна, ставши найрезультативнішим підводним човном за результативністю та за водотоннажністю суден, затоплених «Тангом» (116 454 т).
Загалом за бойові заслуги, проявлену мужність та стійкість у боях «Танг» удостоєний чотирьох бойових зірок та двічі нагороджений Президентською відзнакою.
О 02:40 24 жовтня 1944 року у Тайванській протоці при спробі атакувати японські транспортники останньою торпедою Mk 18 «Танг» був уражений власною торпедою, що через технічний брак кружлялася навколо корабля та врешті влучила в нього. В результаті «Танг» затонув, загинули 78 членів екіпажу, за винятком командира корабля та восьми матросів. Зранку вцілілих підібрав японський фрегат CD-34 і запроторив американців до табору військовополонених. Після війни капітан корабля лейтенант-командер Річард О'Кейн був удостоєний медалі Пошани.